# Lucas Chaves
Lucas Abraham Chaves (ur. 9 sierpnia 1995 w Martín Coronado) – argentyński piłkarz występujący na pozycji bramkarza, od 2024 roku zawodnik greckiego Panetolikosu.